# Hassaku

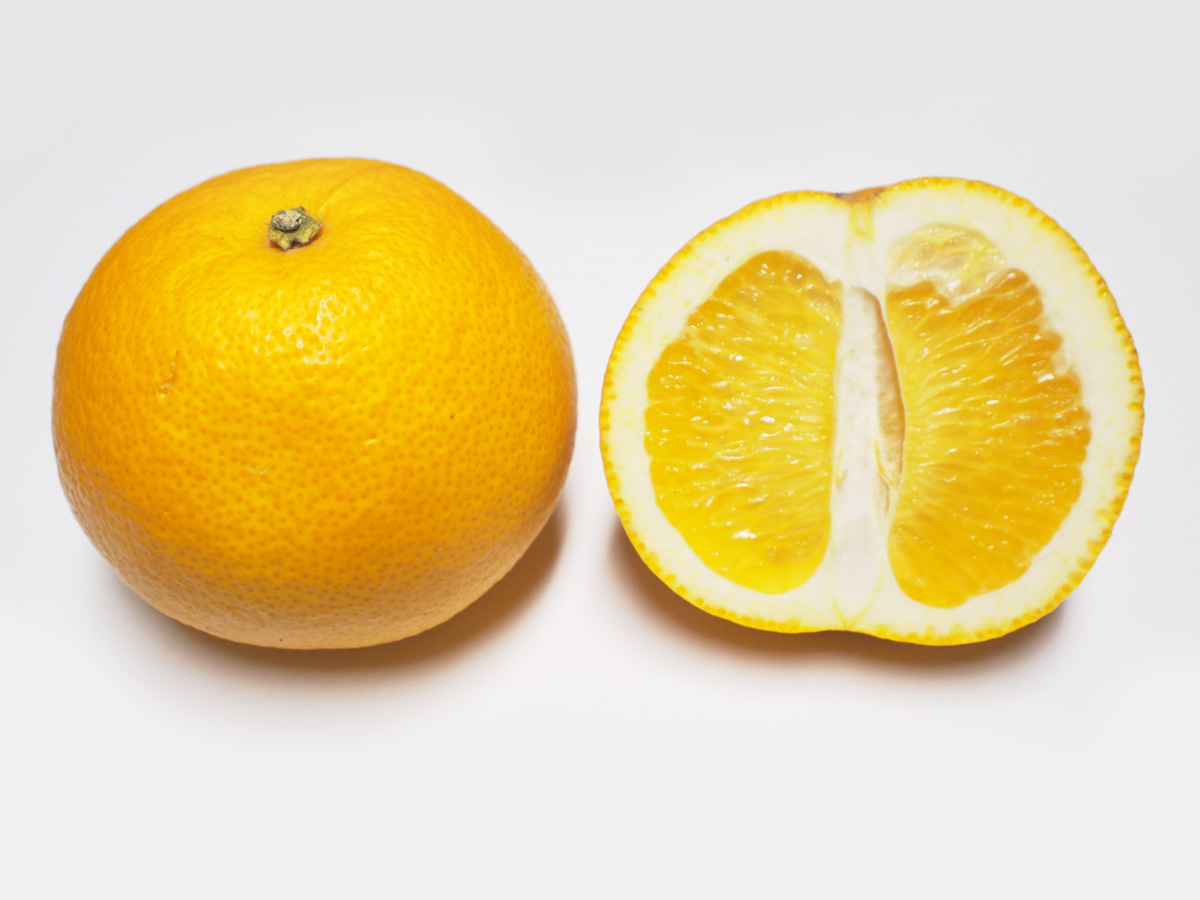

L'Hassaku (in giapponese 八朔?, chiamata anche "jagada") è un agrume giapponese dal colore simile ad un'arancia, ma dalle dimensioni di un pompelmo.
Plants of the World Online considera Citrus hossaku come mero sinonimo di Citrus medica.
La pianta originale è stata scoperta vicino al tempio di Jyoudo a Inno-shima, nella prefettura di Hiroshima, Giappone.
I giapponesi mangiano l'Hassaku come un'arancia, tuttavia può essere consumato anche con un cucchiaio da pompelmo, per evitare l'amaro dell'albedo. È decisamente più amaro di un'arancia, nonostante sia anche leggermente dolce.
Nel 2010, il 68% della produzione giapponese di Hassaku (35,919 tonnellate) proveniva da Wakayama, mentre il resto della produzione proveniva principalmente dalle prefetture di Hiroshima, Ehime e Tokushima.
Il frutto è spesso mangiato crudo, poiché cuocendolo diverrebbe più amaro. Sta venendo considerata l'idea di utilizzare lo scambio ionico per rimuovere l'amaro del frutto, rendendone commercializzabile il succo. Nutrizionalmente il frutto è fonte di Vitamina C, acido folico, potassio e fibre.
Dai frutti è stato ricavato un estratto per curare persone affette da dermatite atopica.